# Zgromadzenie Księży Misjonarzy
Zgromadzenie Księży Misjonarzy, właściwie Zgromadzenie Misji, łac. Congregatio Presbiterorum Saeculorum Missionis (CM) – stowarzyszenie życia apostolskiego założone 17 kwietnia 1625 w Paryżu przez św. Wincentego a Paulo w celu ewangelizacji ubogich, w szczególności w formie misji ludowych w małych miasteczkach i wioskach. Misjonarze prowadzili przytułki dla sierot, opiekowali się chorymi oraz zajmowali się formacją kleru, nie przyjmowali natomiast beneficjów i godności kościelnych.

## Historia

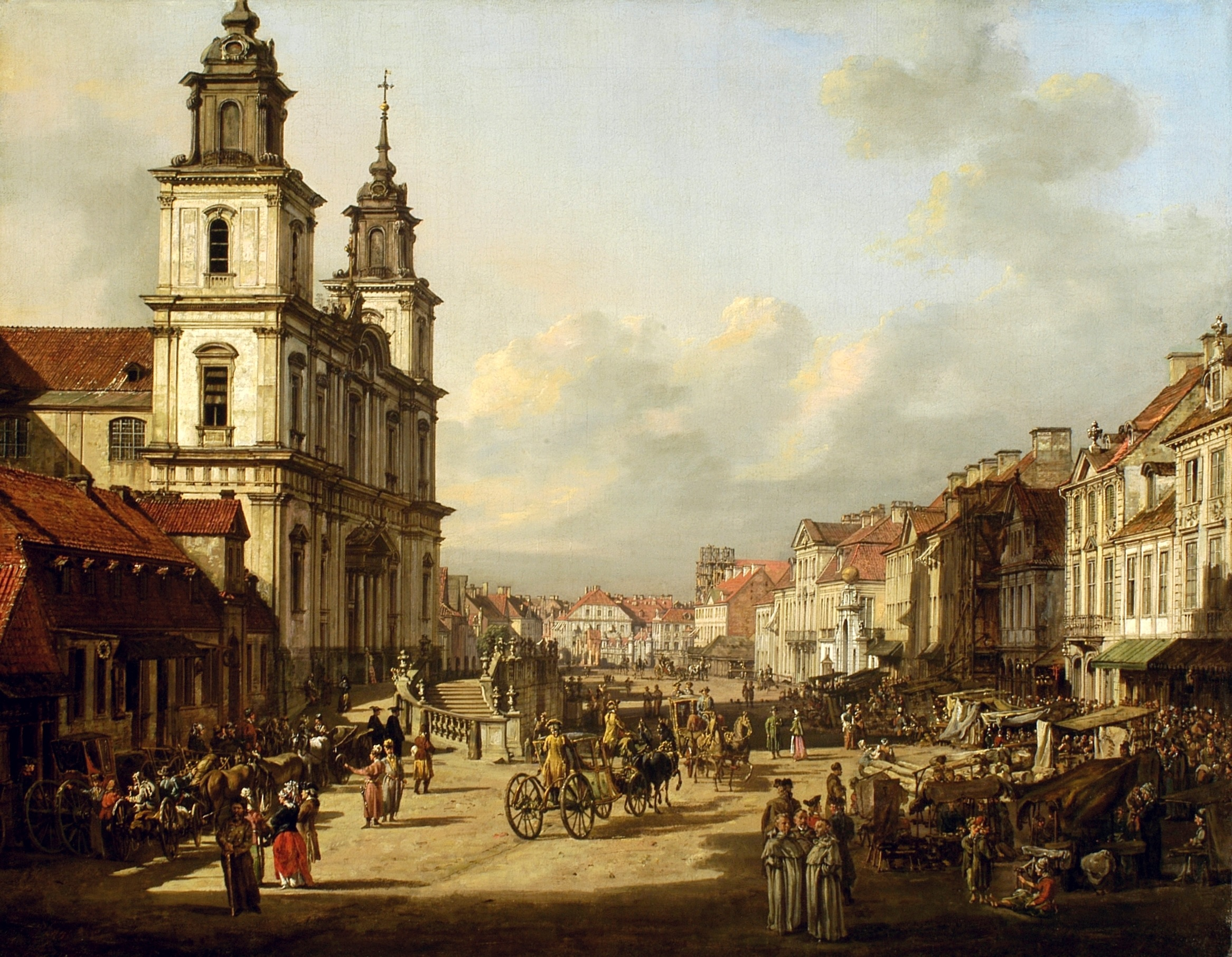
Kościół św. Krzyża w Warszawie na obrazie Canaletta

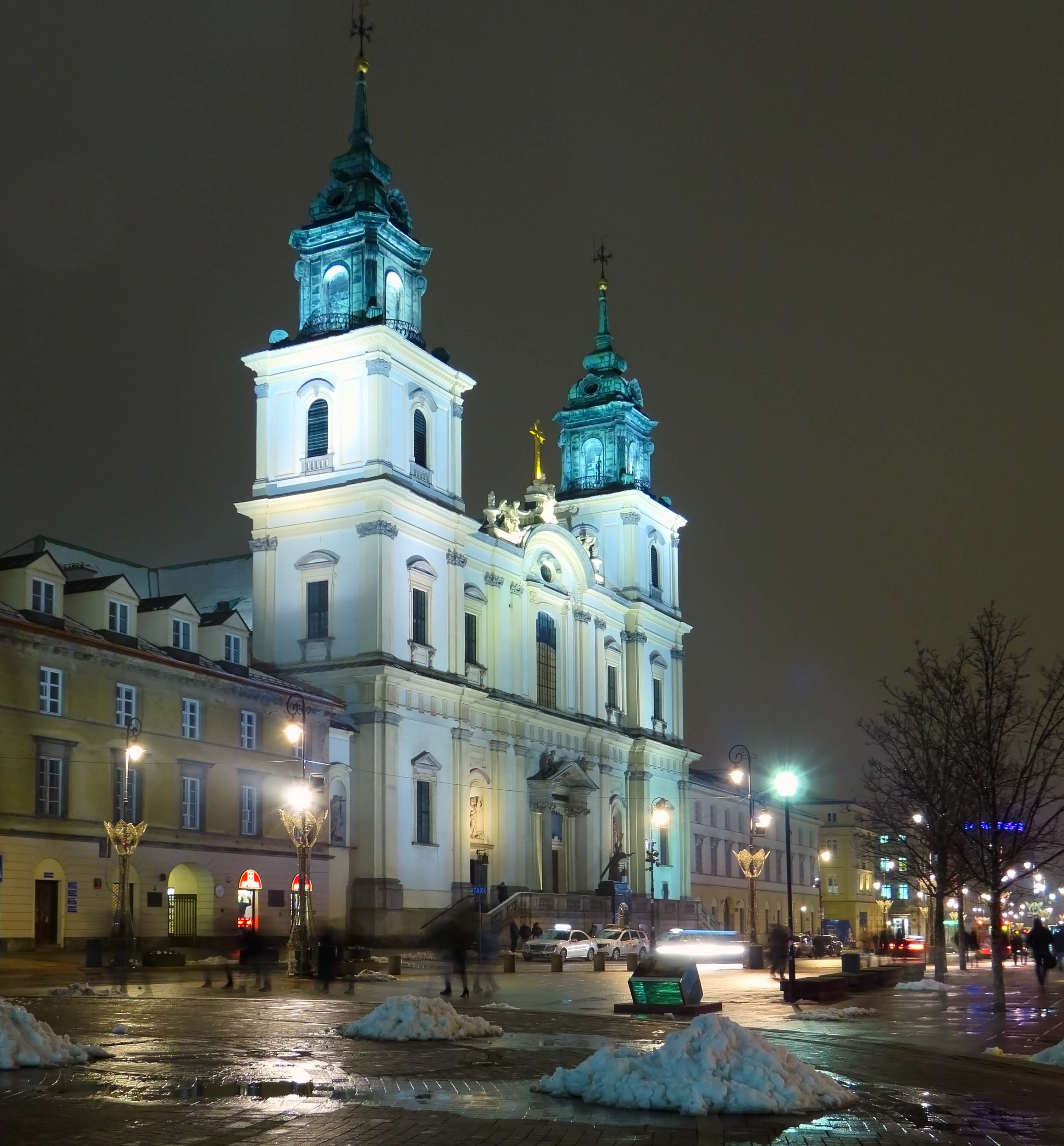
Bazylika Świętego Krzyża w Warszawie (widok współczesny)

### Powstanie i rozwój Zgromadzenia
25 stycznia 1617 św. Wincenty a Paulo wygłosił kazanie o spowiedzi generalnej. Ten dzień jest uważany za duchowy początek Zgromadzenia Misji. Formalnie jednak Zgromadzenie zostało założone 17 kwietnia 1625, kiedy w pałacu rodziny de Gondi w Paryżu spisano dokument fundacyjny. Powołano wówczas stowarzyszenie duchownych, którzy mieli całkowicie poświęcić się pracy wśród mieszkańców wsi przez głoszenie misji i rekolekcji parafialnych, zachęcając do odbycia spowiedzi generalnej. Oficjalnie Stolica Apostolska zatwierdziła Zgromadzenie bullą papieża Urbana VIII Salvatoris nostri w 1633.
Za życia św. Wincentego a Paulo Zgromadzenie przeżywało dynamiczny rozwój. W 1633 wspólnota przeniosła się do domu świętego Łazarza, w 1637 założono własne seminarium. W 1642 powierzono Zgromadzeniu prowadzenie seminarium duchownego w Annecy, założono pierwszy dom poza granicami Francji - w Rzymie. Okres 1642-1660 to czas kształtowania się struktur i ekspansji. Otwierano nowe domy we Francji, m.in. w Paryżu, Toul, Richelieu, Troyes, Marsylii, Cahors, Sedan, we Włoszech (1642), w dzisiejszej Tunezji (1645), Algierii (1646), Irlandii i Szkocji (1647), na Madagaskarze (1648) i w Polsce (1651). W chwili śmierci św. Wincentego a Paulo Zgromadzenie posiadało 19 domów we Francji, 4 we Włoszech, 2 w północnej Afryce i 1 w Polsce.

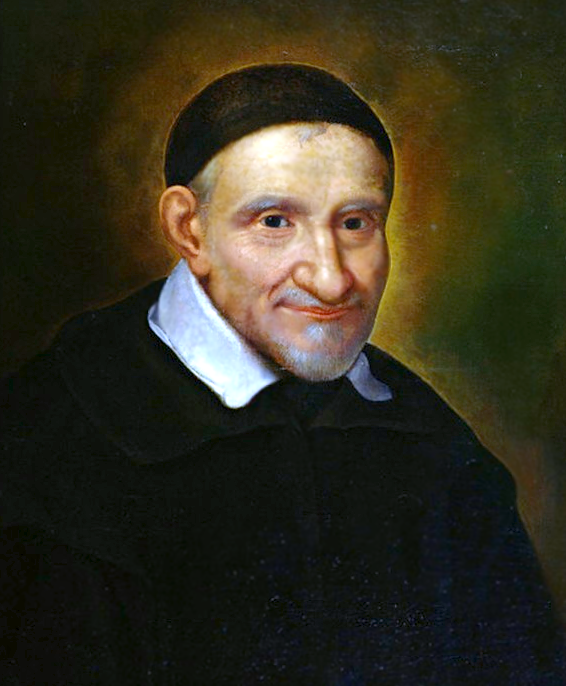
Założyciel Zgromadzenia Misji - św. Wincenty a Paulo

### Przybycie misjonarzy do Polski
Pierwsi misjonarze św. Wincentego a Paulo zostali sprowadzeni do Polski z Francji na zaproszenie królowej Ludwiki Marii Gonzagi w listopadzie 1651. Osiedlili się w małym domku położonym w okolicy drewnianego kościoła św. Krzyża, będącego poprzednikiem bazyliki Świętego Krzyża w Warszawie. W 1652 królowa ofiarowała misjonarzom parafię w Sokółce koło Białegostoku, a w grudniu 1653 nastąpiło oficjalne objęcie świętokrzyskiej parafii i kanoniczne ustanowienie domu Zgromadzenia. W następnych latach dokonano jego rozbudowy i wzniesienia nowej świątyni.
W 1685 oficjalnie erygowano Polską Prowincję Zgromadzenia Misji. Pierwszym jej wizytatorem został Michał Bartłomiej Tarło. W skład nowo utworzonej struktury weszły trzy domy: w Warszawie, Chełmnie i Krakowie. Pracowało w nich wówczas 21 księży i 6 braci. Do czasów zaborów prowincja przeżywała dynamiczny rozwój. W 1772 liczyła 295 członków (193 księży, 59 braci, 43 seminarzystów), pracujących w 30 domach. Większość konfratrów prowadziła misje i rekolekcje parafialne, prowadziła parafie oraz pracowała lub prowadziła seminaria diecezjalne. W szczytowym momencie misjonarze prowadzili 18 seminariów duchownych (połowę wszystkich istniejących w Polsce).

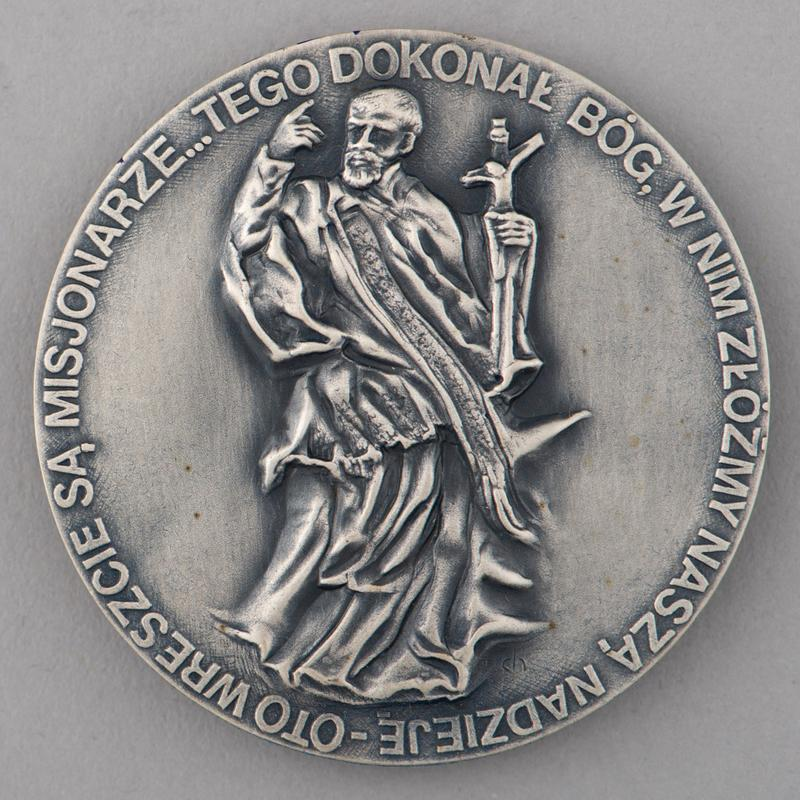
Medal Jubileuszu 350-lecia przybycia do Polski Księży Misjonarzy

## Stan obecny
Aktualnie (stan na 25 października 2022 roku) Polska Prowincja Zgromadzenia Misji liczy 237 księży i 2 braci. W skład Prowincji wchodzi 25 domów. Misjonarze są obecni w Bydgoszczy, Grodkowie, Lipowej, Iłowej, Gozdnicy, Wymiarkach, Przewozie, Krakowie, Krzeszowicach, Odporyszowie, Pabianicach, Piekarach koło Krakowa, Skwierzynie, Trzcielu, Słubicach, Sopocie, Tarnowie, Warszawie, Ignacowie, Wrocławiu, Zakopanem i Żmigrodzie. Polscy misjonarze pracują również w Austrii (Wiedeń), Niemczech (Freilassing, Lippstadt), Francji (Saint-Etienne), Ukrainie, Białorusi, Belgii, Danii, Tajwanie, Kongo, Beninie, Brazylii, Madagaskarze, Kongo, Papui-Nowej Gwinei, Kazachstanie, Stanach Zjednoczonych.
Misjonarze w Polsce prowadzą duszpasterstwo parafialne, a także dzieła charytatywne: Stowarzyszenie Miłosierdzia Św. Wincentego á Paulo, Tarnowskie Hospicjum Domowe im. bł. Fryderyka Ozanama, Wincentyński Dom Miłosierdzia im. św. Małgorzaty. Wkładem w edukację duchowieństwa jest Instytut Teologiczny Księży Misjonarzy afiliowany do Uniwersytetu Papieskiego Jana Pawła II w Krakowie oraz wydawanie Śpiewnika Siedleckiego. Misjonarze prowadzą również Wydawnictwo Instytutu Teologicznego Księży Misjonarzy, oraz dwie szkoły: Szkołę Podstawową im. św. Wincentego a Paulo w Pabianicach oraz Liceum Ogólnokształcące w Piekarach, a także współpracują ze Zgromadzeniem Sióstr Miłosierdzia.

## Duchowość
Hasłem Zgromadzenia Misji są słowa: "Posłał mnie Pan, abym głosił ubogim Dobrą Nowinę" zaczerpnięte z Ewangelii według świętego Łukasza. Według świętego Wincentego a Paulo zadaniem misjonarzy jest przyoblekanie się w ducha Jezusa Chrystusa, to znaczy naśladowanie Jezusa głoszącego Ewangelię ubogim. W tym celu należy ćwiczyć się w nabywaniu pięciu cnót misjonarskich: prostoty, pokory, łagodności, umartwienia i gorliwości apostolskiej.
Duchowych źródeł w myśli św. Wincentego należy szukać przede wszystkim w tak zwanej francuskiej szkole duchowości, dominującej w XVII wieku. Na Wincentego wpływ wywarli m.in. Franciszek Salezy, Pierre de Bérulle, Joanna de Chantal czy Andrzej Duval. Wincenty odwoływał się także do ruchu devotio moderna oraz duchowości ignacjańskiej.
Naczelną regułą Zgromadzenia Misji jest Jezus Chrystus. Jest on jedynym motywem działania, to znaczy głoszenia Ewangelii ubogim i edukowania duchowieństwa. Wincenty opierał się przede wszystkim na kontemplacji Ewangelii według świętego Łukasza. Punktem wyjścia do działania jest trwanie na modlitwie.

## Domy Polskiej Prowincji Zgromadzenia Misji
(kryterium zamieszczenia jest artykuł w polskiej Wikipedii)
- Dom Prowincjalny Księży Misjonarzy na Stradomiu w Krakowie
- Dom i kościół Księży Misjonarzy na Kleparzu w Krakowie
- Dom im. ks. Siemaszki w Krakowie
- Parafia NMP z Lourdes w Krakowie
- Parafia bł. Anieli Salawy w Krakowie
- Ośrodek Formacyjny "Vincentinum" w Krzeszowicach
- Radosna Nowina 2000 w Piekarach
- Parafia Świętego Krzyża w Warszawie
- Parafia św. Antoniego w Ignacowie
- Parafia św. Wincentego a Paulo w Bydgoszczy
- Parafia Zmartwychwstania Pańskiego w Bydgoszczy
- Parafia Świętej Rodziny w Tarnowie
- Sanktuarium Matki Bożej w Odporyszowie
- Parafia Najświętszej Maryi Panny Różańcowej w Pabianicach
- Parafia św. Anny we Wrocławiu
- Parafia św. Józefa Rzemieślnika we Wrocławiu
- Parafia Trójcy Świętej w Żmigrodzie
- Parafia św. Michała Archanioła w Grodkowie
- Parafia św. Karola Boromeusza w Radziądzu
- Parafia św. Marcina Biskupa w Lipowej
- Parafia św. Mikołaja w Skwierzynie
- Parafia św. Wojciecha w Trzcielu
- Parafia Najświętszej Maryi Panny Królowej Polski w Słubicach
- Parafia Najświętszego Serca Pana Jezusa w Iłowej
- Parafia św. Wawrzyńca w Gozdnicy
- Parafia Niepokalanego Poczęcia Najświętszej Maryi Panny w Przewozie
- Parafia św. Michała Archanioła w Witoszynie
- Parafia Zesłania Ducha Świętego w Sopocie
- Parafia Najświętszej Maryi Panny Niepokalanej Objawiającej Cudowny Medalik w Zakopanem

## Polscy Misjonarze św. Wincentego a Paulo
(kryterium zamieszczenia jest biogram w polskiej Wikipedii)

- Andrzej Augustyński
- Józef Baron
- Gabriel Piotr Baudouin
- Michał Barszczewski
- Wawrzyniec Stanisław Benik
- Hieronim Feicht
- Józef Florko
- Tadeusz Gocłowski
- Tomasz Jabłoński
- Michał Jachimczak
- Jakub Jachimowski
- Jan Jędrychowski
- Wojciech Kałamarz
- Michał Franciszek Karpowicz
- Norbert Kompalla
- Edmund Krause
- Józef Krzywda
- Jan Kanty Lorek
- Adam Małuszyński
- Albin Małysiak
- Antoni Mazurkiewicz
- Stanisław Mędala
- Konstanty Michalski
- Michał Mioduszewski
- Karol Mrowiec
- Franciszek Myszka
- Stanisław Piasecki
- Waldemar Rakocy
- Piotr Szarek
- Jan Kazimierz Siedlecki
- Kazimierz Siemaszko
- Bronisław Sieńczak
- Józef Słupina
- Paweł Socha
- Ludwik Stefaniak
- Wacław Szuniewicz
- Wilhelm Szymbor
- Zygmunt Truszkowski
- Piotr Hiacynt Śliwicki
- Jerzy Woźniak
- Janusz Zwoliński
- Alfons Schletz